# Antonio Righi
Antonio Righi – kapitan regent San Marino od 1 kwietnia 1900 do 1 października tego samego roku. Swój urząd pełnił wraz z Domenico Fattorim.